# Dian Fossey
Dian Fossey (San Francisco, 16 de enero de 1932-Karisoke, Ruanda, c. 26 de diciembre de 1985) fue una zoóloga estadounidense reconocida por su labor científica y conservacionista con los gorilas de montaña (Gorilla beringei beringei) de las montañas Virunga, en Ruanda y la República Democrática del Congo.
Conocida como una de las principales primatólogas del mundo, Fossey, junto con Jane Goodall y Birutė Galdikas, formaron las Trimates, el grupo de tres prominentes investigadoras en primates: Fossey en gorilas, Goodall en chimpancés y Galdikas en orangutanes. Las tres fueron enviadas por Louis Leakey a estudiar a los simios en su hábitat natural.

## Biografía

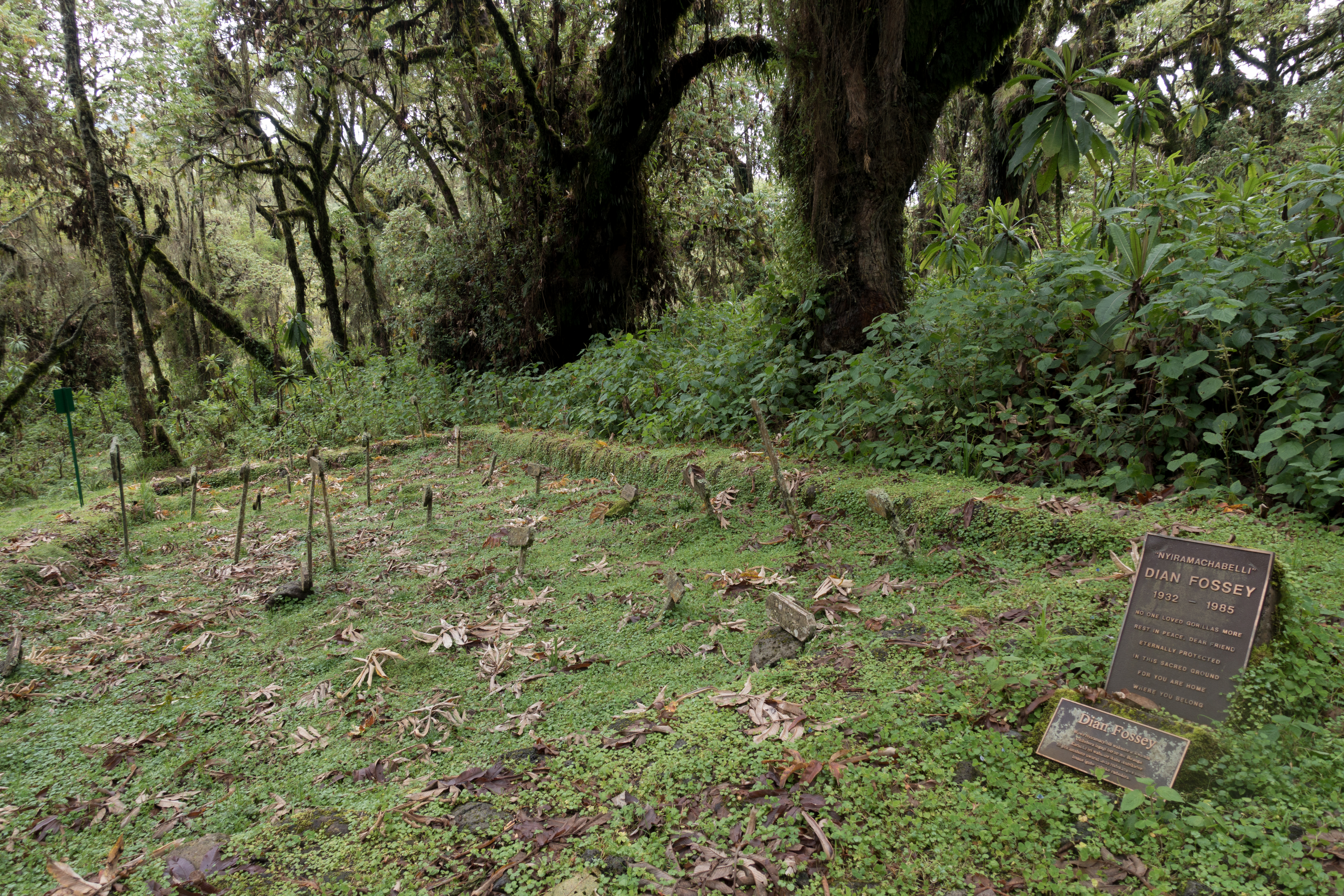
Tumba de Dian Fossey

Nació en San Francisco en 1932, y se graduó en Terapia Ocupacional en la Universidad Estatal de San José en 1954 pasando a trabajar varios años en un hospital para niños en Kentucky. Motivada por el trabajo de George Schaller, destacado zoólogo estadounidense que se dedicó al estudio de los gorilas, entre otros animales, Fossey viajó a África en 1963. Allí pudo observar a los gorilas de las montañas en su hábitat natural y conoció al arqueólogo británico Louis Leakey, quien creó que el estudio de los primates era importante para comprender la conducta de los homínidos tempranos.
Logró el apoyo financiero de Leighton A. Wilkie, un amigo de Leakey, y luego de la National Geographic Society para trabajar en Zaire y en 1966 pidió el despido en su puesto en el hospital y viajó a África, pero pronto la situación política del país llevó a su captura por tropas del Gobierno. Después de lograr huir, se trasladó a Ruanda para continuar sus investigaciones. Su paciencia y su meticulosa observación de los gorilas le permitieron comprender e imitar su comportamiento, ganando paulatinamente la aceptación de varios grupos. Aprendió a reconocer las características únicas de cada individuo, llegando a tener con ellos una relación de confianza y afecto. Karisoke, su lugar de estudio, se convirtió en centro internacional de investigación sobre los gorilas cuando ella fundó el Centro de Investigación de Karisoke en 1967. En 1974 recibió el grado de doctora en Zoología por la Universidad de Cambridge.
En 1983 publicó Gorilas en la niebla, libro que expone sus observaciones y su relación con los gorilas en todos sus años de estudios de campo. Su trabajo contribuyó en gran parte a la recuperación de la población de gorilas y a la desmitificación de su supuesto comportamiento violento.

## Asesinato y legado
En sus veintidós años de estudio con los gorilas, Fossey, se enfrentó y combatió la actividad de los cazadores furtivos que estaban llevando la especie de los gorilas de montaña a la extinción. Esta lucha le creó muchos enemigos, y se sospecha que fue el motivo de su asesinato en 1985.
Su muerte, a machetazos, fue atribuida al jefe de los cazadores furtivos de gorilas contra los que luchó. En un principio se señaló a los furtivos, pero posteriormente fue acusado Wayne McGuire, un joven estudiante que se encontraba bajo la asesoría de Fossey y al que se le acusó de ‘celos profesionales’. McGuire huyó a Estados Unidos poco antes de que un tribunal ruandés le acusase del crimen y le condenase a morir fusilado en cuanto pisara territorio ruandés. Hoy en día, sin embargo, la teoría más extendida es la del asesinato a manos de los furtivos con el apoyo de las autoridades ruandesas.
Fossey fue encontrada muerta en el dormitorio de su cabaña en las montañas de Virunga (Ruanda) el 26 de diciembre de 1985. La última entrada en su diario decía:

Cuando te das cuenta del valor de la vida, uno se preocupa menos por discutir sobre el pasado, y se concentra más en la conservación para el futuro.

El cráneo de Fossey había sido dividido por un panga (machete), una herramienta ampliamente utilizada por los cazadores furtivos, que había confiscado a un cazador furtivo en años anteriores y colgado como decoración en la pared de su sala de estar junto a su dormitorio. Su cadáver fue encontrado junto a la cama, con su pistola a su lado. Estaba en el acto de cargar su arma, pero escogió el tipo incorrecto de municiones durante la lucha. La cabaña mostraba signos de lucha porque había vidrios rotos en el suelo y las mesas, junto con otros muebles, volcados. Todos los objetos de valor de Fossey todavía estaban en la cabaña - doscientos dólares en efectivo, cheques de viaje, y el equipo fotográfico permanecían intactos. Estaba a dos metros de distancia de un agujero cortado en la pared de la cabaña al momento de su asesinato.
Fue enterrada en Karisoke, en un cementerio que ella misma había construido para gorilas asesinados por los cazadores furtivos. Los servicios conmemorativos se llevaron a cabo también en Nueva York, Washington y California.
El testamento de Fossey establecía que todo su dinero (incluidas las ganancias de la película Gorilas en la niebla) debería ser destinado a la Fundación Digit para financiar las patrullas contra la caza furtiva. Sin embargo su madre, Kitty Price, impugnó el testamento y ganó.

## Homenajes
En 1988 la vida y obra de Fossey se retrataron en la exitosa película Gorilas en la niebla (Gorillas in the Mist), dirigida por Michael Apted y protagonizada por Sigourney Weaver.
Pocos días después del asesinato de la  primatóloga, el policía francés Fabrice Martinez funda la asociación Gorilla (www.gorilla.fr) destinada a la defensa de los grandes simios. Viaja a Karisoke, al lugar de la tragedia, y pasa la noche en la cabaña de Dian Fossey. Entonces, decide realizar nuevas investigaciones sobre las circunstancias del asesinato de la primatóloga. En busca de pruebas que permitan identificar formalmente al asesino de la estadounidense, recopila testimonios inéditos y obtiene una copia del procedimiento penal. Su investigación lo lleva tras la pista de Wayne Richard McGuire, un antiguo alumno de Karisoke.
En diciembre de 2017 National Geographic Channel emitió la serie Dian Fossey: Muerte en la niebla. La serie cuenta la historia de la vida, el trabajo, el asesinato y el legado de Fossey, utilizando material de archivo e imágenes fijas, entrevistas con personas que la conocieron y trabajaron con ella, filmaciones especiales y reconstrucciones.